# Мальта на Европейских играх 2015
Мальта на I Европейских играх, которые прошли в июне 2015 года в столице Азербайджана, в городе Баку, была представлена 59 спортсменами в 7 видах спорта..

## Состав команды
Триатлон
- Кейт Галеа
- Даника Бонелло Спитери
- Ханна Пейс

## Результаты

### Триатлон
Соревнования по триатлону состояли из 3 этапов — плавание (1,5 км), велоспорт (40 км), бег (9,945 км).
Мужчины
| Соревнование | Спортсмены | Плавание | Смена | Велоспорт | Смена | Бег | Итоговое время | Место | Отставание |
| ------------ | ---------- | -------- | ----- | --------- | ----- | --- | -------------- | ----- | ---------- |
| Мужчины      | Кейт Галеа | 23:49    | 0:53  | LAP       | LAP   | LAP | —              | —     | —          |

Женщины
| Соревнование | Спортсмены             | Плавание | Смена | Велоспорт | Смена | Бег   | Итоговое время | Место | Отставание |
| ------------ | ---------------------- | -------- | ----- | --------- | ----- | ----- | -------------- | ----- | ---------- |
| Женщины      | Даника Бонелло Спитери | 23:24    | 0:49  | 1:10:24   | 0:40  | 44:10 | 2:19:27        | 37    | +18:59     |
| Женщины      | Ханна Пейс             | DNF      | DNF   | DNF       | DNF   | DNF   | —              | —     | —          |